# Dzielnicowy

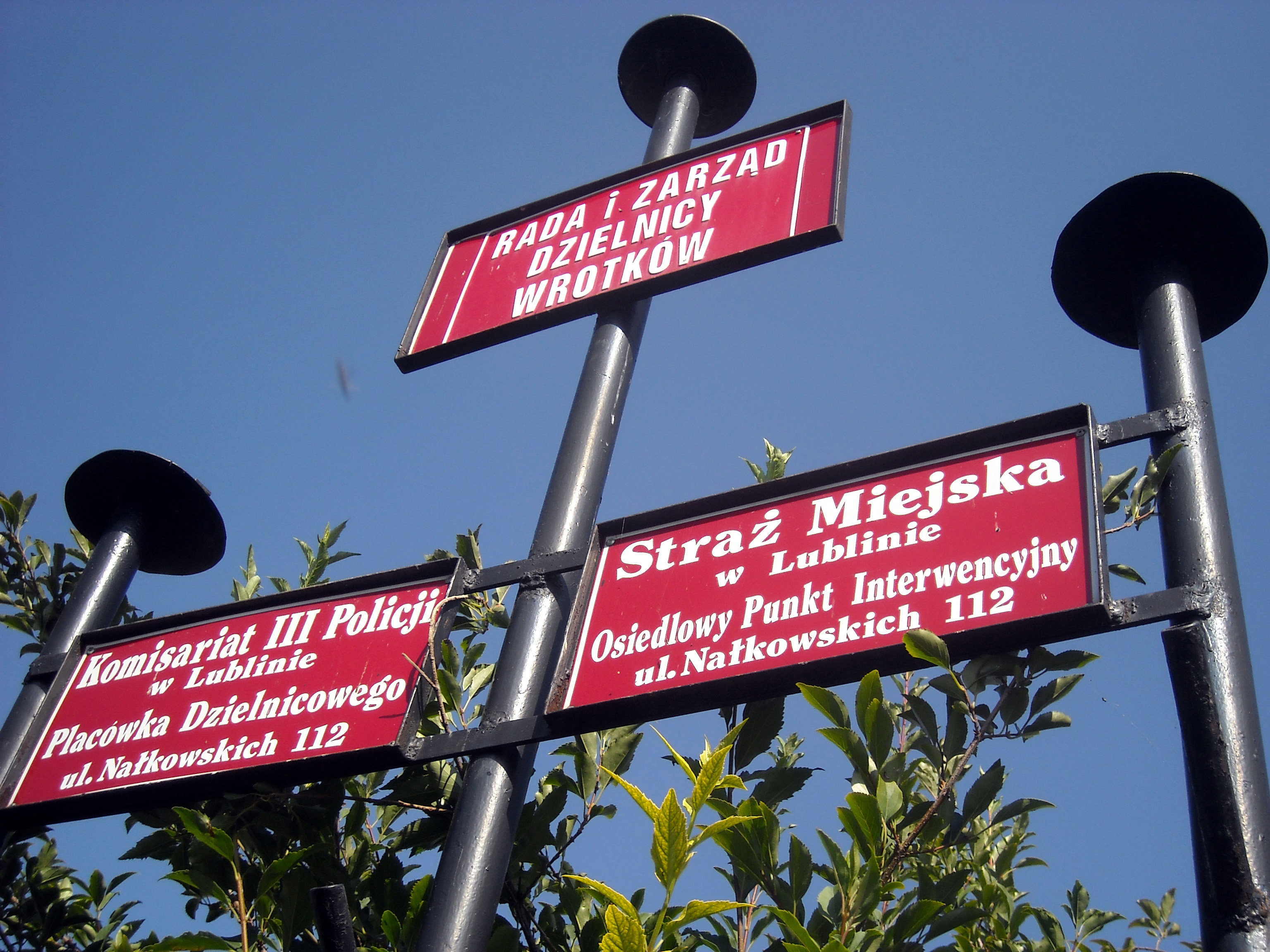
Placówka dzielnicowego przy siedzibie Rady Dzielnicy Wrotków w Lublinie

Dzielnicowy – funkcjonariusz policji pionu prewencji, zazwyczaj w stopniu od posterunkowego do aspiranta sztabowego. Prowadzi rozpoznanie w wyznaczonym rejonie. 
Do zadań dzielnicowego należą, w szczególności:
1. prowadzenie rozpoznania przydzielonego mu rejonu służbowego pod względem osobowym, terenowym, zjawisk i zdarzeń mających wpływ na stan porządku i bezpieczeństwa publicznego;
2. realizowanie zadań z zakresu profilaktyki społecznej;
3. realizowanie zadań z zakresu ścigania sprawców przestępstw i wykroczeń;
4. kontrolowanie przestrzegania prawa powszechnie obowiązującego oraz przepisów prawa miejscowego.

Zajmuje się w Polsce opieką nad notowanymi na Policji i poszkodowanymi przez nich na terenie swojego rejonu, który może obejmować wieś, gminę, osiedle lub całą dzielnicę miasta. Współpracuje z lokalnymi jednostkami samorządowymi, zwłaszcza radami dzielnic i osiedli i placówkami oświatowymi. Do zadań dzielnicowego należą takie obowiązki jak np. walka z przemocą domową, osiedlowym chuligaństwem i dbanie o przestrzeganie porządku na osiedlach (np. zakłócenie ładu i porządku publicznego, konflikty sąsiedzkie) oraz udzielanie instruktażu odnośnie praw i obowiązków zgodnych z obowiązującymi przepisami. 
Dzielnicowego wyznacza kierownik rewiru dzielnicowych.